# Station Jastrzębie Zdrój Górne
Station Jastrzębie Zdrój Górne is een stationsgebouw aan de voormalige lijn 159 in de Poolse plaats Jastrzębie Zdrój.